# Primula melanodonta
Primula melanodonta är en viveväxtart som beskrevs av William Wright Smith. Primula melanodonta ingår i släktet vivor, och familjen viveväxter. Inga underarter finns listade i Catalogue of Life.